# VK (Unternehmen)
VK (bis 12. Oktober 2021 Mail.ru Group, früher Digital Sky Technologies, DST) ist ein russisches Investmentunternehmen mit Sitz in Moskau im Besitz der Milliardäre Alischer Usmanow, Juri Milner und Grigori Finger sowie weiterer Gesellschafter. Das Unternehmen ist einer der größten Investoren im russischen und osteuropäischen Internet-Markt und betreibt einige der größten russischen Websites, wie Mail.ru, Vkontakte.ru, Odnoklassniki.ru und Forticom.

## Geschichte
Im September 2010 benannte sich das Unternehmen von Digital Sky Technologies (DST) in Mail.Ru Group um. Mit der Erstplatzierung seiner Aktien an der Londoner Wertpapierbörse Anfang November 2010 erzielte die Mail.Ru Group rund 912 Millionen Dollar. Der Stückpreis der angebotenen rund 33 Millionen Aktien (17 Prozent des Grundkapitals) lag bei 27,7 Dollar, womit der Konzern mit insgesamt 5,71 Milliarden Dollar bewertet wird.
Durch die Panama Papers und die Paradise Papers wurde bekannt, dass russische Staatsunternehmen über DST in amerikanische Social-Media-Plattformen investierte: So erwarb DST Global 2011 einen Twitter-Anteil mit Geldern der staatlichen VTB Bank, und Gazprom finanzierte über eine Offshore-Firma die Beteiligung an Facebook.

## Beteiligungen
Die Mail.Ru Group hält 1,47 Prozent an Zynga, 5,13 Prozent an Groupon und ist unter anderem auch an einem russischen Zahlungsdienstleister beteiligt. Der Instant-Messaging-Anbieter ICQ wurde 2010 für 188 Millionen Dollar von AOL übernommen. Ein Jahr später erfolgte eine Beteiligung in Höhe von 400 Millionen Dollar an Twitter, Inc.
Seit 2007 wurden 3,6 Milliarden Dollar investiert, um 2014 die Aktienmehrheit bei Vk.com zu erreichen, einem der marktführenden sozialen Netzwerke Russlands.
Im Juni 2019 geben Alibaba, Mail.Ru Group, der russische Direktinvestitionsfonds (RDIF) sowie Megafon bekannt, den gemeinsamen Online-Handel AliExpress Russland aufzubauen.